# Nuvoton
A Nuvoton Technology Corporation (kínaiul: 新唐科技股份有限公司, pinjin: Xīn táng kējì gǔfèn yǒuxiàn gōngsī, magyaros: Hszin tang kocsi kufen jouhszian kungszi) 2008-ban alapított, tajvani székhelyű félvezetőgyártó cég, mely a Winbond Electronics Corporation-ból vált ki. 2008 júliusban önálló leányvállalatként kezdte meg működését, majd 2010 szeptemberben bejegyezték a tajvani tőzsdén (TWSE: 4919).

## Áttekintés
A Nuvoton termékcsaládjai az alkalmazásorientált mikrovezérlők, a hangalapú áramkörök és a számítástechnikai célú áramkörök. Ezeken kívül a cég félvezetőgyártói szolgáltatásokat is nyújt. A Nuvoton ARM Cortex-M0 architektúrájú NuMicro termékcsaládja a funkciógazdagságáról jól ismert.[forrás?] A Nuvoton számítástechnikai célú termékcsaládja elsősorban PC alaplapokban, notebook-okban, szerverekben kerül felhasználásra. A Nuvoton szilíciumszeleteket feldolgozó üzemet működtet, mely félvezetőgyártói szolgáltatásokat biztosít a cég saját márkás termékei valamint az együttműködő gyártócégek részére.

## A cég részlegei
A Nuvoton-nak három termékspecifikus részlege van:
Alkalmazásorientált mikrokontroller üzletág
A Nuvoton alkalmazásorientált mikrokontroller üzletága elsősorban a mikrokontrollerekre és hang/beszéd alapú integrált áramkörökre összpontosít. A NuMicro termékcsalád elsőként jelent meg Ázsiában[forrás?] a 32 bites ARM Cortex-M0 maggal, amely alapja az általános célú mikrokontrollereiknek. A célpiacok között megtalálható az orvosi elektronika, szénkefe nélküli motorok, érintőképernyők, USB-s eszközök stb. A Nuvoton emPowerAudio termékek hang alapú megoldásokat nyújtanak.
A Nuvoton ARM audio rendszer chipje (SoC - System-on-Chip) az ipar első olyan ChipCorder eszköze, mely 32 bites ARM Cortex-M0 mikrokontroller maggal rendelkezik.[forrás?] Az ISD9160 rendszer áramkört (SoC) elsősorban ipari alkalmazásokban, mint például hordozható orvosi műszerekben, biztonsági rendszerekben, tömegközlekedési eszközökben, valamint elektronikai tömegtermékekben használják.
2. Számítástechnikai célú alkatrész üzletág
A Nuvoton számos alkalmazásspecifikus IC (ASIC - Application Specific IC) típust gyárt. A Winbond törekvéseivel összhangban a Nuvoton az elmúlt években továbbfejlesztette a PC alaplapok, notebook számítógépek és szerverek kulcsfontosságú chipjeit. A Nuvoton kínálatában megtalálhatók a teljes és összetett “Super I/O” megoldások, valamint a hardver és táp felügyeleti-, TPM biztonsági-, és billentyűzet vezérlő integrált áramkörök. Különösen a “Super I/O” és mobil platformú beágyazott vezérlők révén sikerült meghatározó részesedést elérniük a piacon.[forrás?]
3. Gyártói üzleti csoport
Nuvoton gyártói üzleti csoportja működtet egy chip gyártó üzemet, melynek kínálatában számos 0.35-0.6um gyártástechnológia megtalálható, úgymint “Generic Logic, Mixed Signal (Mixed Mode), High Voltage, Ultra High Voltage, Power Management, Mask ROM (Flat Cell), embedded Logic Non-Volatile Memory processes”, stb.

## Telephelyek
- Hszincsu (Hsinchu), Tajvan
- Tajpej (Taipei), Tajvan
- Sanghaj (Shanghai), Kína
- Sencsen (Shenzhen), Kína
- Hongkong, Kína
- San José, CA, USA
- Herzlia, Izrael